# Saludos a todos
Saludos a todos è un album della cantautrice cilena Isabel Parra e del gruppo musicale cileno Inti-Illimani, pubblicato nel 2019.

## Descrizione
Dopo aver partecipato entrambi alle varie incisioni di Canto para una semilla, aver condiviso durante le loro lunghe carriere molti concerti e aver saltuariamente collaborato in studio, Saludos a todos è il primo disco realizzato insieme e cointestato da Isabel Parra e gli Inti-Illimani. L'album contiene canzoni legate al repertorio della Parra riarrangiate da Manuel Meriño, direttore musicale degli Inti-Illimani, con il gruppo cileno ad accompagnare la cantautrice cilena suonando tutti gli strumenti (tranne una sezione d'archi affidata a una decina di strumentisti) e cantando i cori.
Los amores mas nombrados è l'unico brano del tutto inedito presente in questo lavoro. La traccia qui intitolata Me voy por un senderito corrisponde a quella intitolata La muerte presente in Canto para una semilla. Corazón maldito è eseguita in duetto con Jorge Coulón.
Due brani sono recuperati da recenti collaborazioni tra Isabel Parra e gli Inti-Illimani: Corazón maldito, registrata assieme nell'album 
El canto de todos (2017) e Volver a los 17, presente all'interno di Teoría de cuerdas (2014).
Questo disco è stato pubblicato nell'aprile 2019 sui principali siti per il download digitale e l'ascolto in streaming per poi essere pubblicato anche in CD qualche mese dopo. La track-list qui presentata è quella del CD, mentre nelle versioni scaricabili o ascoltabili in rete le tracce 4 e 5 sono invertite.

## Tracce
1. Saludos a todos – 4:25 (Isabel Parra)
2. Un puente en el aire – 2:59 (Isabel Parra)
3. Los amores mas nombrados – 4:02 (Isabel Parra)
4. Tomar – 2:56 (Isabel Parra)
5. Corazón maldito – 4:23 (Violeta Parra)
6. La cuerda y la loca – 2:33 (Isabel Parra)
7. Me voy por un senderito – 4:02 (testo: Violeta Parra – musica: Luis Advis)
8. Volver a los 17 – 6:07 (Violeta Parra)
9. No me gusta no – 3:45 (Isabel Parra)
10. Ni toda la tierra entera – 2:45 (Isabel Parra)

Durata totale: 37:57

## Formazione
- Isabel Parra
- Jorge Coulón
- Marcelo Coulon
- Juan Flores
- Efrén Viera
- Daniel Cantillana
- Christian González
- César Jara
- Camilo Lema
- Manuel Meriño

### Collaboratori
- Tita Parra - voce in No me gusta no e La cuerda y la loca, viola caipira in No me gusta no
- Cuarteto Austral: Javaxa Flores e Jessica Carrasco (violino), Isabel Flores (viola) e Valentina del Canto (violoncello)
- César Gómez, Lucía Ocaranza - violino
- Mariel Godoy, Ariel Casivar - viola
- Cristian Peralta, Mariana Gutiérrez - violoncello
- Chris Ahumada - fotografie